# Asumboa jezik
Asumboa jezik (asumbua, asumuo; ISO 639-3: aua), jedan od tri jezika podskupine utupua, šire skupine temotu, koji pripadaju u ocenijske jezike, a govori se na otoku Utupua u provinciji Temotu u Solomonskim otocima.
Glavno središte Asumboa-govornika je selo Asumbuo. Jezik je gotovo nestao, govori ga svega 10 ljudi (1999 SIL), koji se služe i jezicima amba [utp] ili tanibili [tbe].

## Vanjske poveznice
- Ethnologue (14th)
- Ethnologue (15th)